# میخائیل چرنیاک
میخائیل گنادیوویچ چرنیاک (روسی: Михаил Геннадьевич Черняк؛ زادهٔ ۱۹۶۴ میلادی) بازیگر و صداپیشه اهل روسیه است. او در سال ۲۰۰۵ به عنوان هنرمند شایسته فدراسیون روسیه انتخاب شد.
از فیلم‌ها یا مجموعه‌های تلویزیونی که وی در آن‌ها نقش داشته است، می‌توان به تپلی‌های پردردسر و لونتیک اشاره نمود.